# Maya Angelou
Marguerite Annie Johnson, ameriška pesnica in aktivistka, * 4. april 1928, St. Louis, Misuri, ZDA, † 28. maj 2014, Winston-Salem, Severna Karolina, ZDA.